# Naturschutzgebiet Schwarzes Haupt

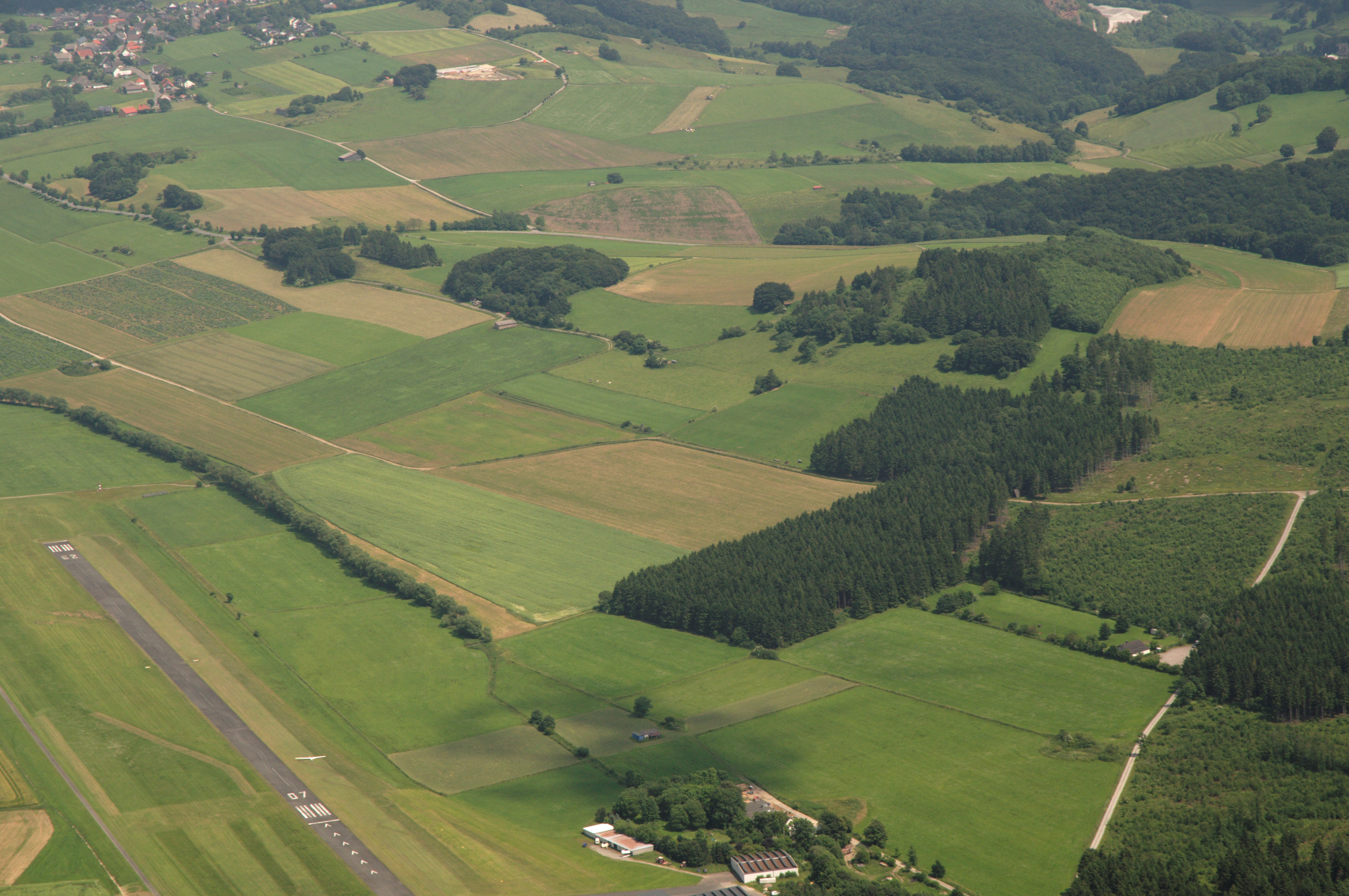
Bildmitte Naturschutzgebiet Schwarzes Haupt, oben Rösenbeck (2013)

Das Naturschutzgebiet Schwarzes Haupt mit einer Größe von 9,8 ha liegt westlich von Rösenbeck im Stadtgebiet von Brilon. Das Gebiet wurde 2008 mit dem Landschaftsplan Hoppecketal durch den Hochsauerlandkreis als Naturschutzgebiet (NSG) ausgewiesen. Das NSG gehört zum großen Teil zum FFH-Gebiet Kalkkuppen bei Brilon (DE 4617-303). Im Osten grenzt das NSG direkt an die K 61. Das Naturschutzgebiet Sticklenberg / Schwarze Haupt beginnt nur etwa 200 m südwestlich. Das NSG gehört seit 2023 zum Vogelschutzgebiet Diemel- und Hoppecketal mit angrenzenden Wäldern.

## Gebietsbeschreibung
Beim NSG handelt es sich um Teile der süd- und Nordexponierten Hänge des Berges Schwarze Haupt. Im NSG befindet sich Grünland und Wald. Zum Grünland gehören auch kleinflächige, sehr artenreiche Magerrasenrelikte. Ein Magerrasen, der im südlichen Bereich mit Ameisenhügeln durchsetzt und von einigen Steinlesehaufen gegliedert ist, wird von einer Wanderschafherde beweidet. Beim Wald handelt es sich um Rotbuchenwald. Im Süden davon befindet sich noch ein kleiner Steinbruch. Auch ragen kleinere Klippen auf, deren bemooste Felswände nach Nordwesten weisen. Im Westteil des Gebietes steht ein Kalkbuchenwäldchen mit einer kleinen Klippe, die mit typischer Kleinfarn- und Moosvegetation bewachsen ist. Im NSG liegen die Biotoptypen Trespen-Schwingel-Kalktrockenrasen, Kalkfelsen mit Felsspaltenvegetation, Orchideen-Kalk-Buchenwald und Waldmeister-Buchenwald.
Im NSG kommen seltene Tier- und Pflanzenarten vor. Es wurden durch das Landesamt für Natur, Umwelt und Verbraucherschutz Nordrhein-Westfalen die Schmetterlinge Schachbrettfalter und Schwarzspanner nachgewiesen. Auf einer Brachfläche befindet sich ein Massenbestand von Nelken-Sommerwurz mit 320 Exemplaren (im Jahr 1999). An weiteren Pflanzenarten kommen Arten wie Acker-Hornkraut, Acker-Kratzdistel, Acker-Witwenblume, Aufgeblasenes Leimkraut, Berg-Goldnessel, Braunstieliger Streifenfarn, Breitblättriger Thymian, Busch-Windröschen, Dreinervige Nabelmiere, Echter Kreuzdorn, Echter Wiesenhafer, Echtes Johanniskraut, Echtes Labkraut, Flaumiger Wiesenhafer, Gänseblümchen, Gelbes Sonnenröschen, Heide-Nelke, Kleine Bibernelle, Kleiner Wiesenknopf, Kleines Habichtskraut, Knoblauchsrauke, Knolliger Hahnenfuß, Magerwiesen-Margerite, Männliches Knabenkraut, Mauerlattich, Mittlerer Wegerich, Pfirsichblättrige Glockenblume, Purgier-Lein, Rundblättrige Glockenblume, Ruprechtskraut, Schafschwingel, Skabiosen-Flockenblume, Spitzlappiger Frauenmantel, Spitz-Wegerich, Wald-Bingelkraut, Wald-Habichtskraut, Waldmeister, Wald-Veilchen, Wiesen-Bocksbart, Wiesen-Kerbel, Wiesen-Kümmel, Wiesen-Salbei und Wiesen-Schlüsselblume nachgewiesen.

## Schutzzweck
Das NSG soll Wald und Grünland mit deren Arteninventar schützen. Wie bei allen Naturschutzgebieten in Deutschland wurde in der Schutzausweisung darauf hingewiesen, dass das Gebiet „wegen der Seltenheit, besonderen Eigenart und Schönheit des Gebietes“ zum Naturschutzgebiet wurde. Der Landschaftsplan führt zum Schutzzweck auf: „Erhaltung von Grünland- und Gehölzflächen auf trocken-warmen Standorten als Lebensräume vieler seltener und gefährdeter Pflanzenarten; Ausdehnung und Stabilisierung der nutzungsbedingten Voraussetzungen für diese Habitatfunktion; Sicherung der besonderen Eigenart insbesondere des Nordteils des NSG als markanter Übergang zwischen zwei naturräumlichen Haupteinheiten im Landschaftsbild; Ergänzung des NSG ‚Sticklenberg / Schwarze Haupt‘ um ein Gebiet mit ähnlichen naturräumlichen Voraussetzungen zur Stabilisierung der Biotopfunktion des Gesamtraumes westlich Messinghausen und Rösenbeck. Wesentlicher Schutzzweck ist auch die Sicherung des ökologischen Netzes ‚Natura 2000‘ im Sinne der FFH-RL.“